# Invasione di Gozo
L'invasione di Gozo del 1551, ebbe luogo nel luglio del 1551 e venne compiuta dall'Impero ottomano sull'isola di Gozo, nell'arcipelago di Malta, nel tentativo vano di conquistare la vicina Malta il 18 luglio 1551. Venne seguita da una vittoriosa campagna che si concluse con l'assedio di Tripoli.

## L'attacco

L'isola di Gozo (rosso), presso Malta.

### Malta
Il comandante della flotta ottomana incaricata dell'operazione era l'ammiraglio Sinan Pascià, accompagnato da Salah Rais e da Dragut. Gli ottomani inizialmente sbarcarono sull'isola di Malta a Marsamuscetto con una forza di 10 000 uomini e marciarono su Birgu e Forte Sant'Angelo, ma compresero ben presto che questi erano troppo ben fortificati da essere conquistati facilmente. Gli ottomani quindi rivolsero la loro attenzione a Mdina, razziando e bruciando i villaggi lungo il loro cammino, mentre i cavalieri di Malta presenti a Mdina, al comando di Fra' Villeganion, chiesero alla popolazione di lasciare le loro case e rifugiarsi nella città per aiutarne la difesa. Quando gli ottomani giunsero scoprirono una gran guarnigione a difendere la città e pertanto decisero contro ogni piano di attaccare la città dal momento che non intendevano combattere un lungo assedio. Nel frattempo, una flotta d'aiuto attaccò le navi ottomane ancorate a Marsamuscetto.

### Gozo
Gli ottomani decisero quindi di attaccare la vicina isola di Gozo, la quale si trovava sotto il comando del governatore Gelatian de Sessa. Dopo alcuni giorni di bombardamento, de Sessa tentò di negoziare con Sinan Pasha, ma i suoi termini vennero rifiutati. Alcuni giorni dopo la cittadella capitolò. Circa 300 persone fuggirono dalla cittadella scalando le mura e nascondendosi dagli ottomani. Altre 6000 persone, tra cui il governatore de Sessa ed i suoi cavalieri, vennero presi prigionieri e finirono schiavi, trasportati alla volta di Tripoli il 30 luglio. Gli ottomani risparmiarono solo un monaco e quaranta gozitani anziani.

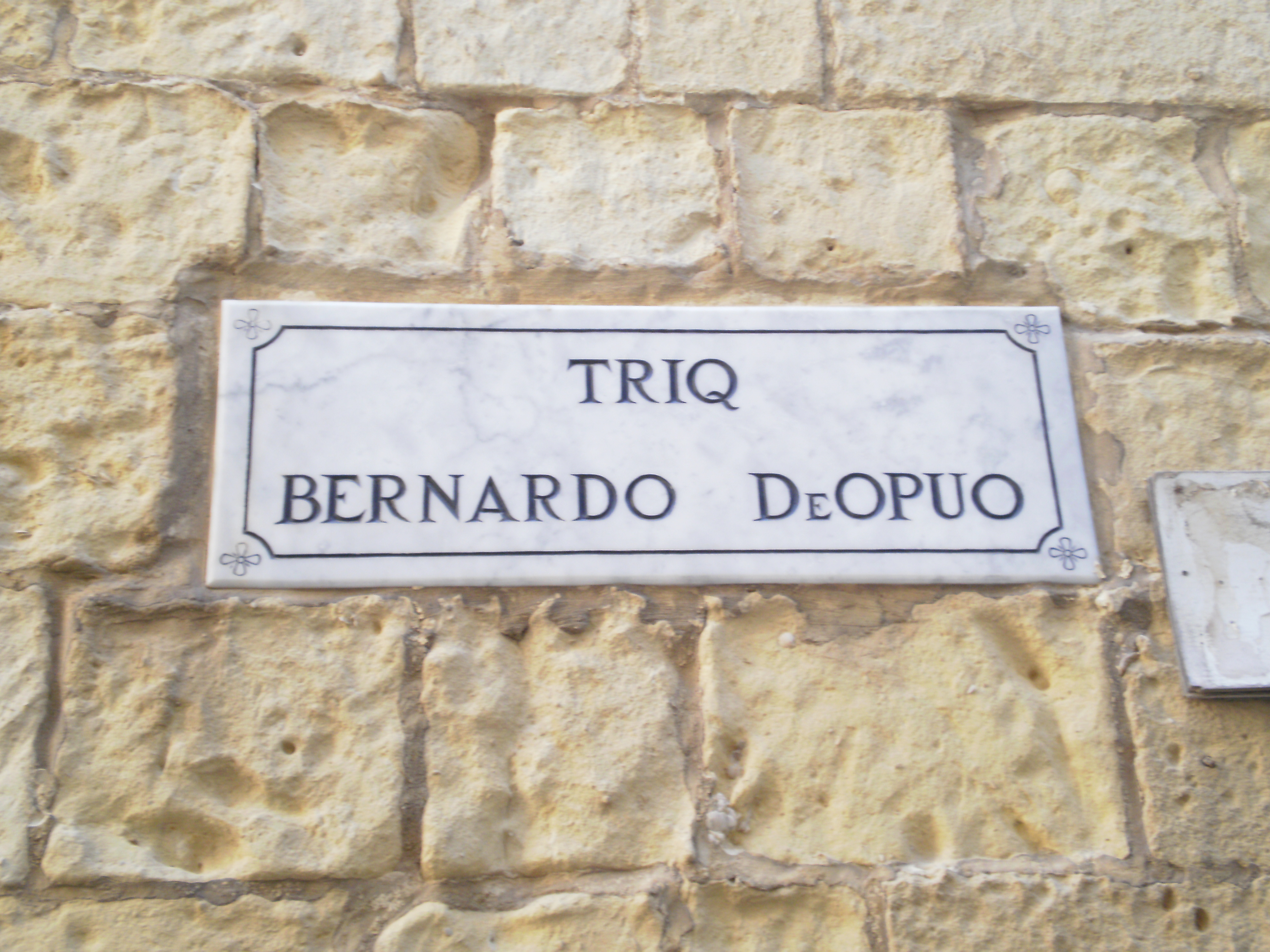
Una delle strade della cittadella di Gozo che prende il nome da Bernardo Dupuo.

Secondo la leggenda, uno dei difensori di nome Bernardo Dupuo (noto anche col nome di Bernardo da Fonte o de Opuo) combatté coraggiosamente contro gli ottomani che si avvicinavano alle mura, giungendo ad uccidere personalmente sua moglie e le sue due figlie preferendo la morte alla schiavitù, prima che egli stesso rimanesse ucciso nell'attacco. In suo onore, nella cittadella di Gozo si trova ancora oggi una strada che porta il suo nome, come pure fuori da quella che è ritenuta la sua abitazione si trova una targa commemorativa.

## Conseguenze
Dal momento che alcuni cristiani erano rimasti a Gozo, le famiglie di Malta incoraggiarono i Cavalieri Ospitalieri a ripopolare l'isola. Ad ogni modo ci vollero 150 anni perché la popolazione locale raggiungesse i livelli antecedenti al 1551. Alcuni gozitani riuscirono a redimersi dalla schiavitù come il reverendo Lorenzo de Apapis, che tornò a Gozo nel 1554.
Dopo l'attacco, l'ordine diede commissione a Leone Strozzi ed a Pietro Pardo, due ingegneri militari, di esaminare le fortificazioni delle isole maltesi e di dare dei suggerimenti per delle migliorie. Il gran maestro dell'Ordine di Malta, Juan de Homedes, innalzò le tasse e rafforzò la guardia costiera, la Dejma. Su suggerimento di Strozzi e Pardo, vennero costruiti Forte San Michele e Forte Sant'Elmo per meglio difendere il grande porto di Malta. I bastioni di Mdina e Birgu vennero rafforzati e vennero costruite le fortificazioni di Senglea.
Il fallimento nella completa conquista delle isole maltesi fu uno dei motivi che spinsero gli ottomani al Grande Assedio di Malta del 1565. Gozo venne nuovamente attaccata altre volte nel 1613 e nel 1709.
Durante il sacco di Gozo, gli archivi dell'università locale vennero distrutti dagli ottomani. Gli unici scritti sopravvissuti risalenti a prima del 1551 sono alcuni documenti negli archivi notarili oltre a quelli presenti negli archivi di Palermo, in Sicilia.
L'invasione di Gozo compare nel libro di Dorothy Dunnett dal titolo The Disorderly Knights (1966), parte della serie Lymond Chronicles.